# Bactrocera calumniata
Bactrocera calumniata
 es una especie de díptero que Hardy describió por primera vez en 1970. Bactrocera calumniata pertenece al género Bactrocera de la familia Tephritidae. 